# Elatostema pianmaense
Elatostema pianmaense är en nässelväxtart som beskrevs av Wen Tsai Wang. Elatostema pianmaense ingår i släktet Elatostema och familjen nässelväxter. Inga underarter finns listade i Catalogue of Life.